# Art College 1994
Pour plus de détails, voir Fiche technique et Distribution.
Art College 1994 (藝術學院, Yìshù xuéyuàn) est un film chinois réalisé par Liu Jian, sorti en 2023.

## Fiche technique
Sauf indication contraire, les informations mentionnées dans cette section peuvent être confirmées par la base de données cinématographiques IMDb,  présente dans la section « Liens externes ».
- Titre original : 藝術學院, Yìshù xuéyuàn
- Titre français : Art College 1994
- Réalisation : Liu Jian
- Scénario : Lin Shan et Liu Jian
- Montage : Liu Jian
- Musique : Chen Li, Cui Jian, David Wen-Wei Liang, Alex Liu et Sun Yunfan
- Pays d'origine : Chine
- Format : Couleurs
- Genre : animation
- Durée : 118 minutes
- Date de sortie :
  - Allemagne : 24 février 2023 (Berlinale)

## Distribution

### Voix originales
- Dong Zijian
- Zhou Dongyu
- Bi Gan
- Ren Ke : un élève
- Huang Bo
- Dong Chengpeng
- Jia Zhangke : un ancien élève de l'université ayant réussi

## Distinctions
- Berlinale 2023 : sélection officielle
- Festival international du film d'animation d'Annecy 2023 : sélection officielle